# Federica Sanfilippová
Federica Sanfilippová (* 24. října 1990 Sterzing) je bývalá italská biatlonistka, jejímž největším individuálním úspěchem je druhé místo ze sprintu ze světového poháru ve švédském Östersundu ze sezóny 2015/16. Dvakrát dokázala zvítězit v ženské štafetě, poprvé spolu s Lisou Vittozziovou, Karin Oberhoferovou a Dorothe Wiererovou během podniku světového poháru v rakouském Hochfilzenu.
V lednu 2023 oznámila ukončení kariéry.

## Výsledky

### Olympijské hry a mistrovství světa
Sanfilippová se účastnila pěti Mistrovství světa v biatlonu a to ve finském Kontiolahti, v norském Oslu, v rakouském Hochfilzenu, ve švédském Östersundu a v italské Antholz-Anterselvě. Jejím nejlepším umístěním v závodech jednotlivců je 5. pozice ze sprintu v Hochfilzenu.
| Sezóna  | D   | Místo              | SP  | SZ  | HZ  | IZ  | ŠT  | SŠT | SZD | Věk    |
| ------- | --- | ------------------ | --- | --- | --- | --- | --- | --- | --- | ------ |
| 2014/15 | MS  | Kontiolahti        | –   | –   | –   | 11. | –   | –   | ×   | 24 let |
| 2015/16 | MS  | Oslo               | 50. | 50. | –   | 58. | –   | –   | ×   | 25 let |
| 2016/17 | MS  | Hochfilzen         | 5.  | 17. | 21. | 54. | 5.  | –   | ×   | 26 let |
| 2017/18 | ZOH | Pchjongčchang      | 69. | –   | –   | –   | 9.  | –   | ×   | 27 let |
| 2018/19 | MS  | Östersund          | 34. | 39. | –   | –   | 10. | –   | –   | 26 let |
| 2019/20 | MS  | Antholz-Anterselva | 45. | 33. | –   | 41. | 10. | –   | –   | 27 let |
| 2020/21 | MS  | Pokljuka           | 79. | –   | –   | 83. | 9.  | –   | –   | 28 let |
| 2021/22 | ZOH | Peking             | 82. | –   | –   | 49. | 5.  | –   | ×   | 29 let |

Poznámka: Výsledky z mistrovství světa se započítávají do celkového hodnocení světového poháru, výsledky z olympijských her se dříve započítávaly, od olympijských her v Soči 2014 se nezapočítávají.

### Juniorská mistrovství
Zúčastnila se dvou juniorských šampionátů v biatlonu. Jejím nejlepším individuálním umístěním je 23. pozice ze sprintu ze švédského Torsby v roce 2010.
| Sezóna  | D   | Místo                | SP  | SZ  | IZ  | ŠT | Věk    |
| ------- | --- | -------------------- | --- | --- | --- | -- | ------ |
| 2009/10 | MSJ | Torsby               | 23. | 31. | 32. | –  | 19 let |
| 2010/11 | MSJ | Nové Město na Moravě | 58. | DNS | 41. | –  | 20 let |

## Vítězství v závodech světové poháru

### Kolektivní
| Datum:            | Místo:               | Disciplína: |
| ----------------- | -------------------- | ----------- |
| 13. prosince 2015 | Hochfilzen, Rakousko | štafeta     |
| 16. prosince 2018 | Hochfilzen, Rakousko | štafeta     |